# Friedrich Carl Gröger

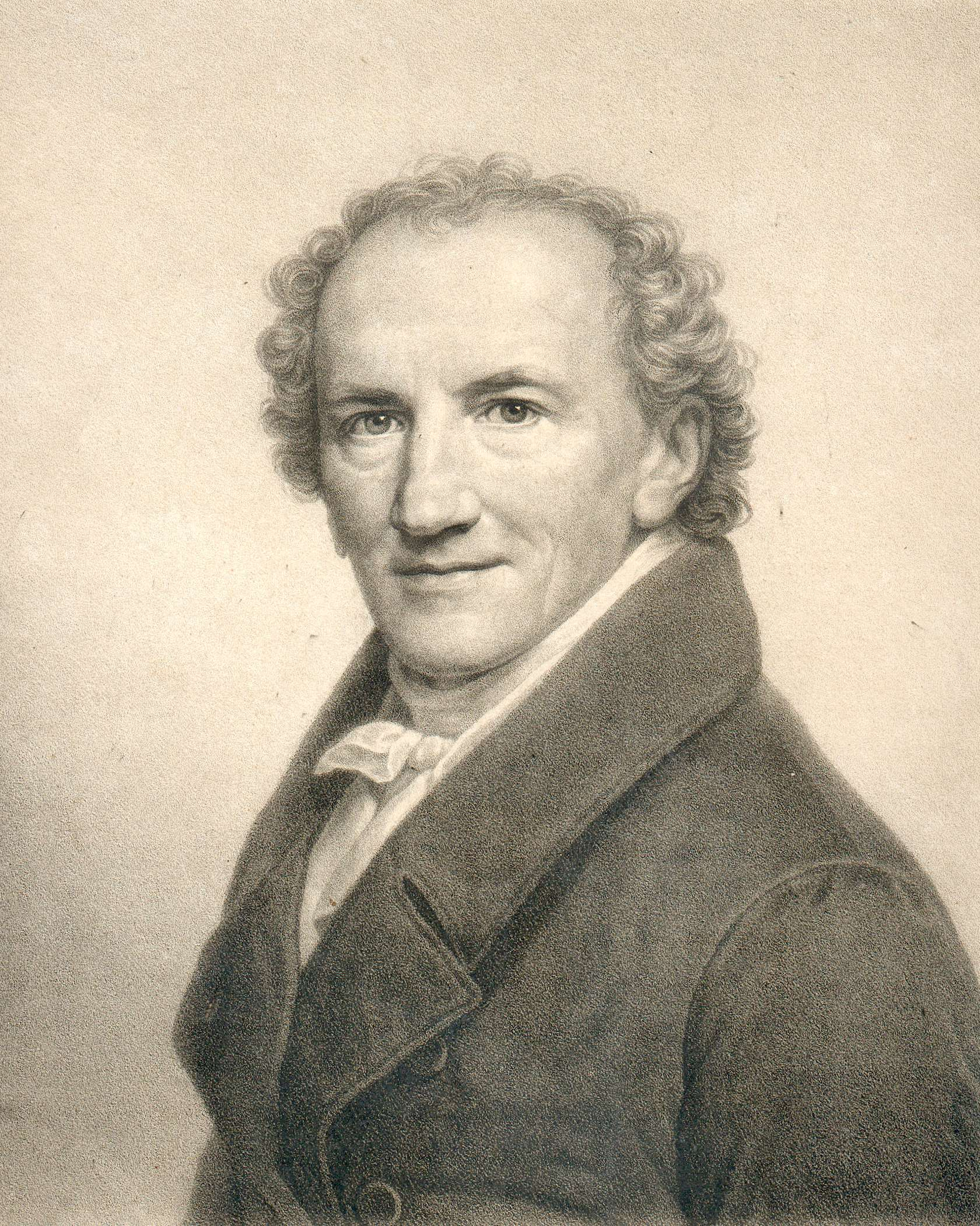
Friedrich Carl Gröger, litografi av H. J. Aldenrath, 1828.

Friedrich Carl Gröger, född 14 oktober 1766, död 9 november 1838, var en tysk konstnär.
Gröger var på sin tid en av de mest ansedda porträttmålarna i Tyskland, i början av sin bana huvudsakligen verksam som miniatyrmålare. Han fortsatte traditionen från 1700-talet med en enkelt representativ uppfattning av bilden och en solid oljefärgsteknik. Senare blev hans målningar alltmer stereotypa.